# Nagarajati
Nagarajati is een bestuurslaag in het regentschap Ciamis van de provincie West-Java, Indonesië. Nagarajati telt 3492 inwoners (volkstelling 2010).